# La Gueule ouverte (film)
Pour les articles homonymes, voir La Gueule ouverte.
Pour plus de détails, voir Fiche technique et Distribution.
La Gueule ouverte est un film français réalisé par Maurice Pialat et sorti en 1974.

## Synopsis
La lente agonie d'une femme atteinte d'un cancer, assistée de son mari et de son fils.

## Fiche technique
Sauf indication contraire, les informations mentionnées dans cette section peuvent être confirmées par la base de données cinématographiques Unifrance,  présente dans la section « Liens externes ».
- Titre : La Gueule ouverte
- Réalisation :	Maurice Pialat, assisté de Bernard Dubois
- Scénario : Maurice Pialat
- Directeur de la photographie : Néstor Almendros
- Montage : Arlette Langmann
- Pays de production :  France
- Langue de tournage : français
- Sociétés de production : Les Films de la Boétie
- Format : couleur — 1,75:1 (1,37:1 étendu) — Son monophonique — 35 mm
- Genre : drame
- Durée : 82 minutes
- Date de sortie : France : 8 mai 1974

## Distribution
- Hubert Deschamps : Roger, le père, le « garçu »
- Monique Mélinand : Monique, la mère
- Philippe Léotard : Philippe, le fils
- Nathalie Baye : Nathalie, la belle-fille
- Henri Saulquin
- Alain Grestau
- Anna Gayane

## Production

### Genèse du film
Maurice Pialat met en scène le cancer et l'agonie de sa mère. Il tourne en Auvergne, proche de l'endroit où il a passé son enfance.
Pour le rôle du père, Maurice Pialat dit avoir hésité entre Hubert Deschamps et Francis Blanche. Hubert Deschamps a dû s'absenter souvent pendant le tournage parisien pour tourner Les Gaspards de Pierre Tchernia.
Philippe Léotard incarne le fils, double à l'écran du réalisateur. Pour le rôle de la belle-fille, Pialat choisit Nathalie Baye qui était à l'époque la fiancée de Léotard.

### Lieu de tournage
Le film a été tourné à Lezoux dans le Puy de Dôme.

## Accueil
Malgré le bon accueil critique, le film est un échec commercial, dont plusieurs raisons ont été avancées : l'absence de promotion du distributeur, le créneau de sortie durant l'entre deux-tours de l'élection présidentielle et de l'exploitation des Valseuses ou le sujet difficile du long métrage, bien que Cris et Chuchotements d'Ingmar Bergman ait été un grand succès quelques mois plus tôt. Cet échec ayant causé la faillite de la compagnie de production de Pialat, le cinéaste n'a pu tourner de films pendant quatre ans,.